# فلرتسهایم
فلرتسهایم (به آلمانی: Flerzheim) یک منطقهٔ مسکونی در آلمان است که در راینباخ واقع شده‌است.